# Aristide Boullet-Lacroix
Pour les articles homonymes, voir Boullet et Lacroix.
Pierre Aristide Boullet-Lacroix, né le 24 décembre 1805 à Château-Gontier et mort le 16 octobre 1848 à Enghien-les-Bains, est un artiste peintre, grand voyageur et collectionneur français.

## Biographie
Pierre Aristide Boullet-Lacroix est le fils de Julien-Pierre Boullet, avocat, et d'Antoinette Vallée, parente de François-Yves Besnard.
Ami du peintre Guillaume Bodinier, il développe ses goûts artistiques dans la compagnie des plus grands maîtres : Ingres, Eugène Delacroix, Paul Delaroche, Flandrin, etc. en devenant lui-même un amateur distingué.
Il entreprend des voyages en Égypte, Grèce et Italie. C'est à Rome où il rencontre David d'Angers, Delacroix, Ingres, qu'il fait l'achat de plusieurs vases grecs et étrusques. Il rapporte presque 150 œuvres, principalement des sculptures antiques, de son voyage à Rome dans les années 1840. Il ramène une « précieuse collection de marbres, de tableaux, de médailles, de statuettes » qu’il lègue ensuite avec « des livres rares et des manuscrits » à sa ville natale, ce qui est à l'origine de la création du Musée d'art et d'archéologie - Hôtel Fouquet.
Une rue porte son nom à Château-Gontier.

## Vie privée
Il épouse le 28 novembre 1837, à Château-Gontier, Amélie Louise Goussé-Delalande qui meurt moins de cinq mois plus tard, dans cette même ville, le 14 avril 1838.

## Source partielle
- « Aristide Boullet-Lacroix », dans Alphonse-Victor Angot et Ferdinand Gaugain, Dictionnaire historique, topographique et biographique de la Mayenne, Laval, A. Goupil, 1900-1910 [détail des éditions] (BNF 34106789, présentation en ligne)